# ビルマ語版ウィキペディア
ビルマ語版ウィキペディア（ビルマごばんウィキペディア、ビルマ語:  မြန်မာဝီကီပီးဒီးယား）は、オンライン百科事典「ウィキペディア」のビルマ語版である。

## 歴史
- 2004年7月 ビルマ語版ウィキペディアが開始

## 記事数
- 2021年1月、10万項目を突破する。